# Pidonia tsutsuii
Pidonia tsutsuii là một loài bọ cánh cứng trong họ Cerambycidae.